# 도갑사
도갑사(道岬寺)는 전라남도 영암군 군서면 도갑리에 있는 절이다. 1984년 2월 29일 전라남도의 문화재자료 제79호로 지정되었다.

## 역사
도갑사는 신라의 4대 고승 가운데 한 분인 도선국사가 신라 헌강왕 6년에 창건했다. 고려시대에는 기록이 남아 있지 않지만 조선 초 세조 때 고승인 수미대사가 1456년(세조 2년)에 대가람으로 중창했다고 한다. 세종에 의해 국사로 모셔진 수미대사는 왕실의 지원으로 도갑사를 966칸의 대가람으로 중창했다.
조선 효종 4년(1653년)에는 도선수미비 그리고 월출산도갑사석교 중창비 등이 세워졌는데, 당시 영의정과 형조판서 등을 역임하던 이경석, 이수인, 정두경 등이 비문을 썼다고 한다. 그 후로도 1677년(숙종3년)에는 당간석주를 세웠고, 1682년에는 대형 석조(石槽)를 조성했으며, 18세기 중엽에는 당대 화엄학의 대종주였던 연담유일 스님이 이곳에 머물면서 불교사전이라 할 수 있는 <석전유해>를 편찬했다.
국보 제50호인 해탈문과 마애여래좌상(국보 제144호), 석조여래좌상(보물 제89호), 문수 보현동자가 올라 탄 사자코끼리상(보물 제1134호), 오층석탑(보물 제1433호), 대형석조, 그리고 도선수미비(보물 제1395호) 등 수많은 문화재를 소장하고 있다.

## 문화재
19세기 이후의 연혁은 알려진 것이 거의 없고, 정유재란, 병자호란을 거치면서 많은 문화재가 유실되었다. 그나마 남아있던 것들도 일제시대와 6.25전란을 겪으면서 소실되었고, 수미대사 중창 당시 상동암, 하동암, 남암, 서부도암, 동부도암, 미륵암, 비전암, 봉선암, 대적암, 상견암, 중견암, 하견암 등 12개 산내암자가 있었다고 하나 지금은 상견성암과 동암만이 남아 있다.
이 절에 있는 국보 제50호인 해탈문과 보물 제89호인 석조여래좌상은 후세에 길이 남을 미술품이며, 이 밖에도 귀중한 문화재가 많이 있다.이 절 입구에는 벚꽃나무가 1km 이상이나 국도 양편에 늘어서 있어 봄철에는 꽃의 터널을 이룬다.
1977년에는 참배객의 부주의로 화재가 발생해서 대웅보전과 많은 성보문화재가 소실되는 비운을 겪기도 했다. 그러나 1981년 대웅보전을 복원하고 2009년 대대적인 발굴조사를 마친 후 복원불사가 활발하게 전개되고 있다. 호남의 금강산으로 불리며 수많은 봉우리가 불꽃처럼 활활 타오르는 월출산이다. 그 드센 기운이 한데 모아진 명당에서 서서히 복원되고 있는 월출산 제일가람이다.
| 종목                          | 명칭                            | 시대 | 지정일     | 비고           |
| ----------------------------- | ------------------------------- | ---- | ---------- | -------------- |
| 국보 제50호                   | 영암 도갑사 해탈문              | 조선 | 1962.12.20 |                |
| 보물 제89호                   | 영암 도갑사 석조여래좌상        | 고려 | 1963.01.21 |                |
| 보물 제1134호                 | 영암 도갑사 목조문수·보현동자상 | 조선 | 1992.07.28 |                |
| 보물 제1395호                 | 영암 도갑사 도선국사·수미선사비 | 조선 | 2004.01.26 |                |
| 보물 제1433호                 | 영암 도갑사 오층석탑            | 고려 | 2005.06.13 |                |
| 전라남도 유형문화재 제150호   | 영암 도갑사 석조                | 조선 | 1987.06.01 |                |
| 전라남도 유형문화재 제152호   | 영암 도갑사 수미왕사비          | 조선 | 1987.06.01 |                |
| 전라남도 유형문화재 제176호   | 도갑사도선국사진영              | 조선 | 1990.12.05 |                |
| 전라남도 유형문화재 제177호   | 도갑사수미왕사진영              | 조선 | 1990.12.05 |                |
| 전라남도 민속문화재 제18호    | 영암 죽정리 국장승              | 고려 | 1986.02.07 | 절 입구        |
| 전라남도 민속문화재 제19호    | 영암 소전머리 황장승            | 고려 | 1986.09.29 | 절 입구        |
| 국보 제185호                  | 상지은니묘법연화경              | 고려 | 1976.04.23 | 국립중앙박물관 |
| 서울특별시 유형문화재 제126호 | 조계사 목불좌상 (석가불)        | 조선 | 2000.07.15 | 조계사         |
| 서울특별시 유형문화재 제248호 | 경국사 목 관음보살좌상          | 조선 | 2007.12.27 | 경국사         |

## 체험 및 시설

### 템플스테이
도갑사에서는 내국인을 위한 다양한 템플스테이 프로그램을 운영하고 있다.
- 도갑사 템플스테이 프로그램

## 사진

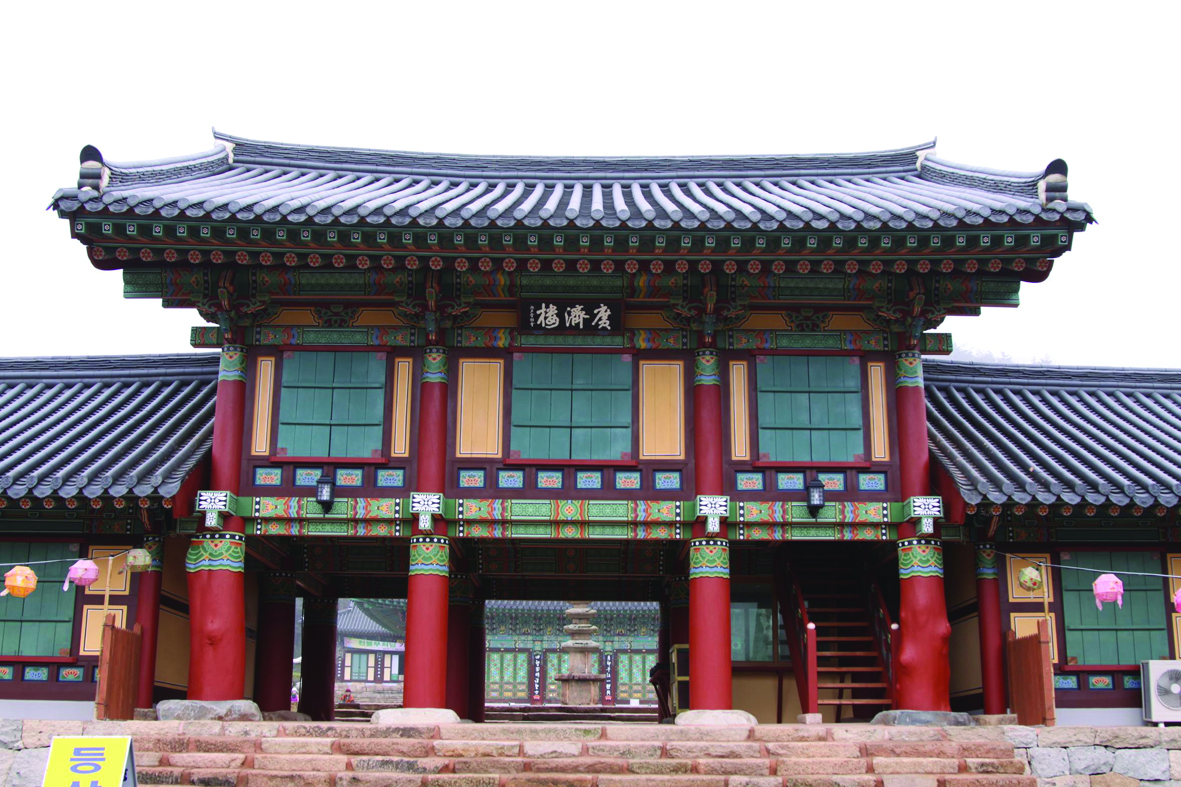
도갑사 광제루
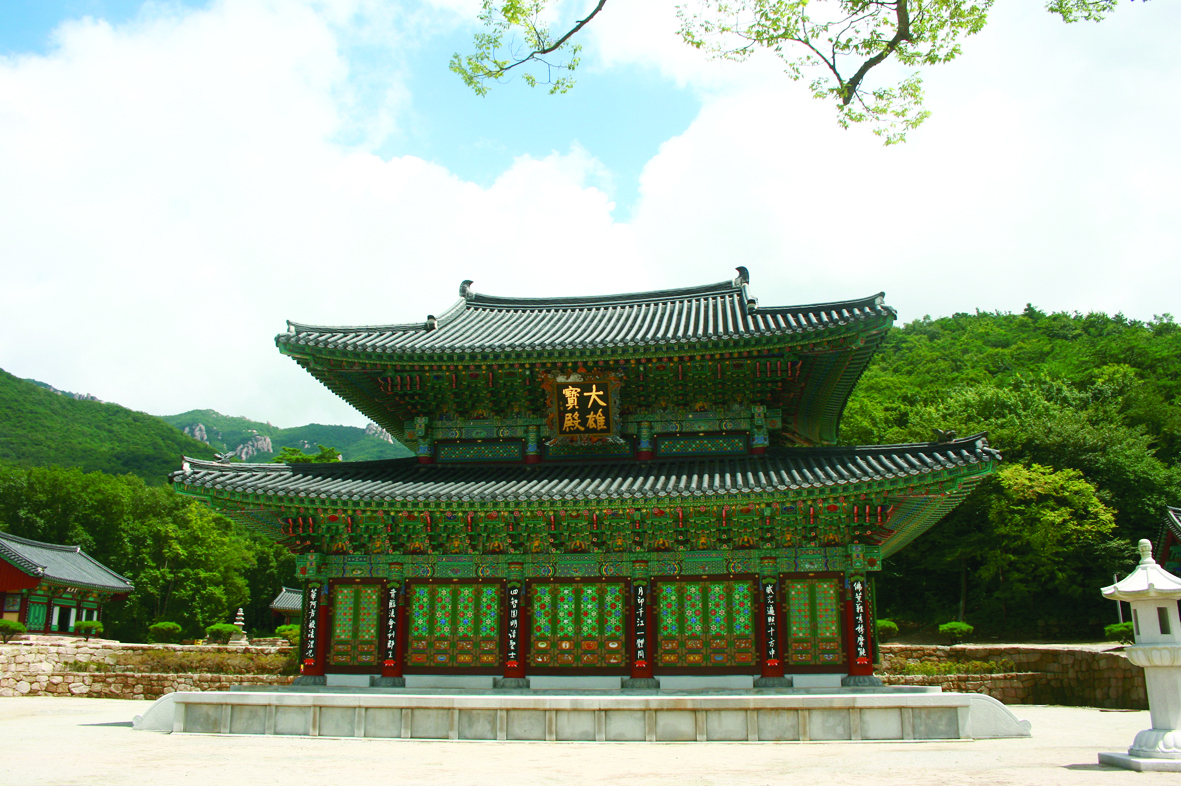
도갑사 대웅보전

## 참고 문헌
- 도갑사 - 국가유산청 국가유산포털